# Pražské póly

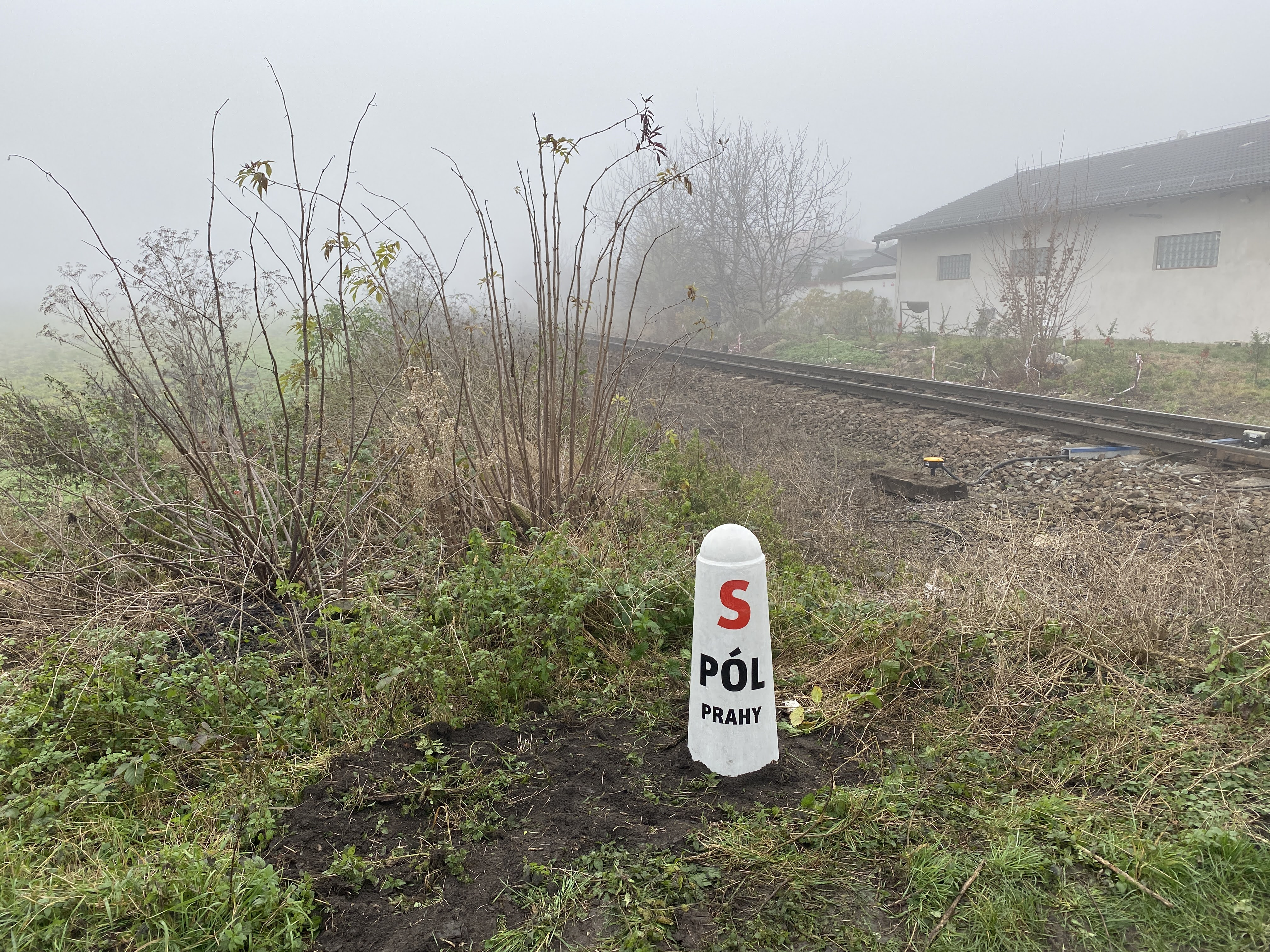
Místo označující severní pól Prahy

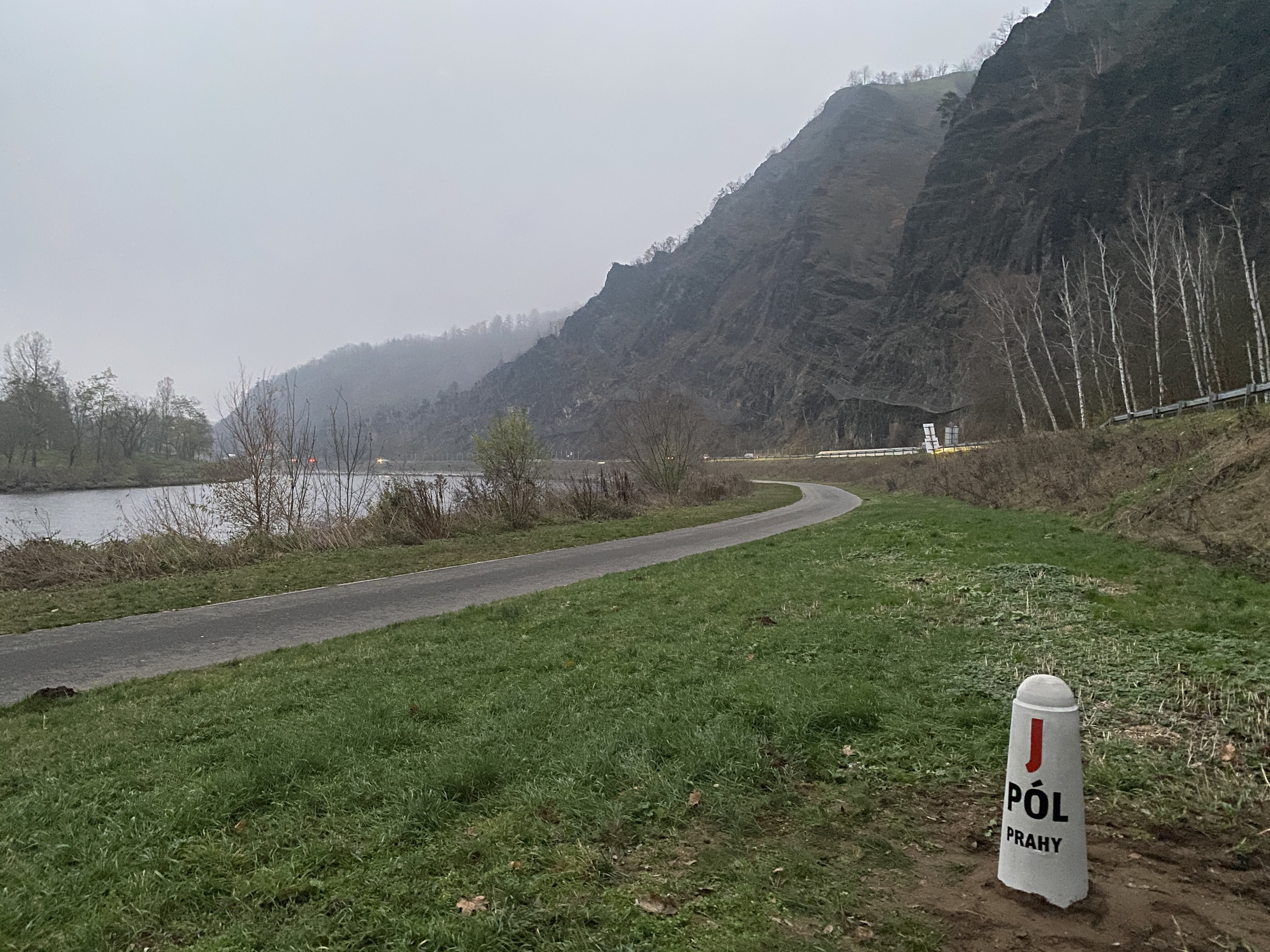
Místo označující jižní pól Prahy

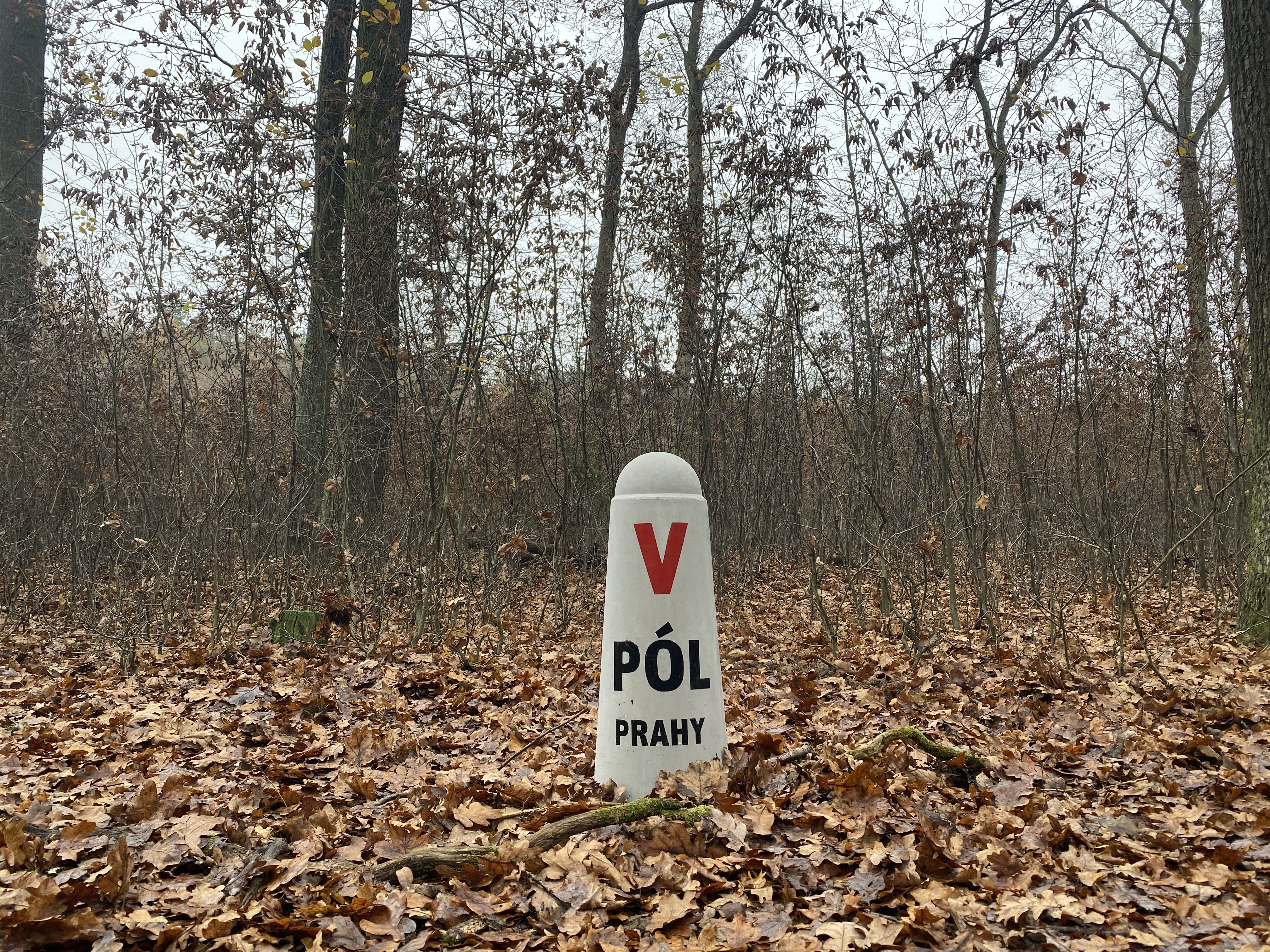
Místo označující východní pól Prahy

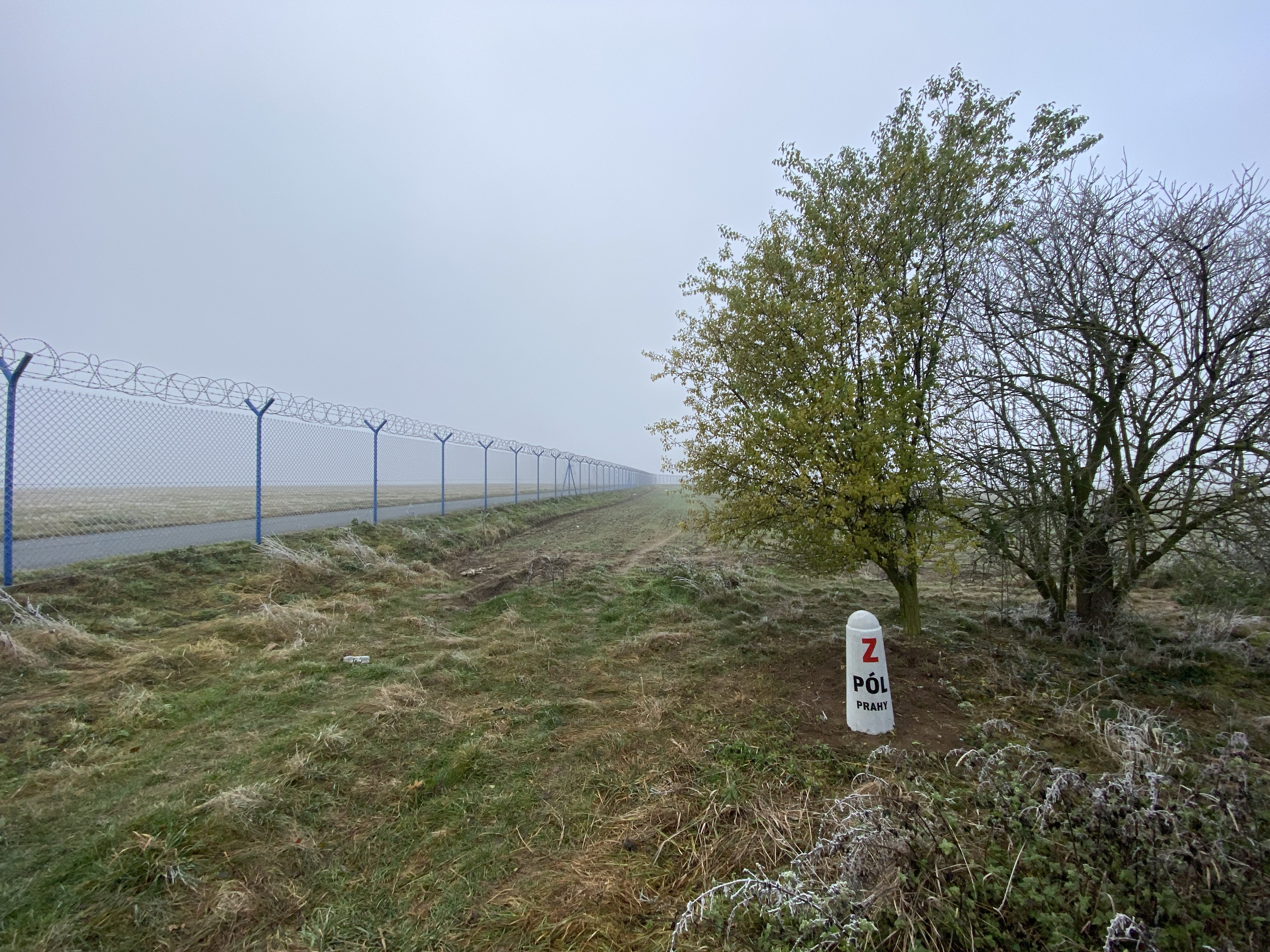
Místo označující západní pól Prahy

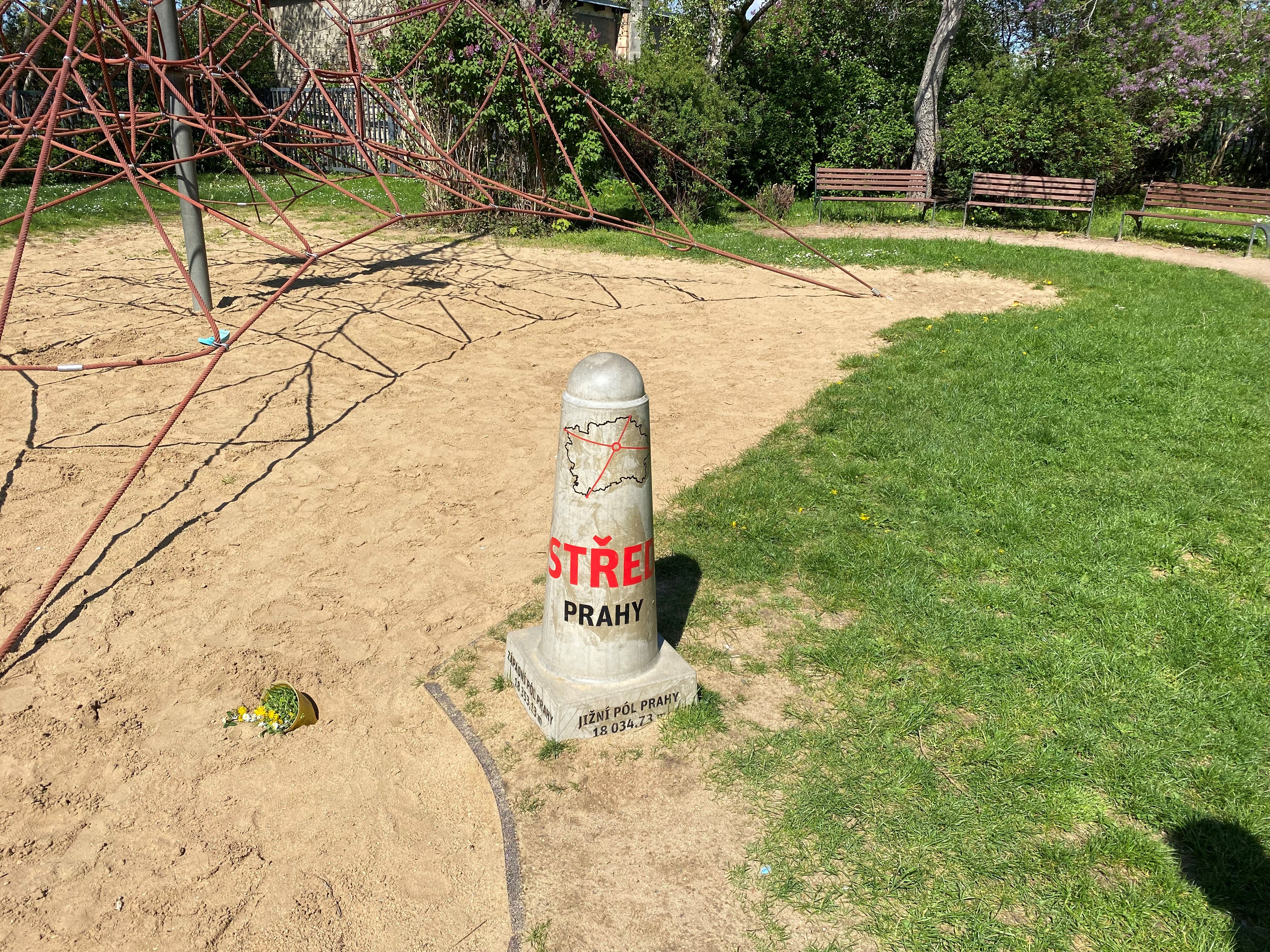
Místo označující Střed Prahy

Pražské póly jsou nejvzdálenější body území Prahy ve směru jednotlivých světových stran. Póly jsou určeny hranicí mezi hlavním městem Prahou a Středočeským krajem. Koncem listopadu 2020 je označil reportér Janek Rubeš, s Honzou Mikulkou tvořící youtuberskou dvojici Kluci z Prahy, spolu s Ondřejem Boháčem, ředitelem Institutu plánování a rozvoje hlavního města Prahy.

## Charakteristika

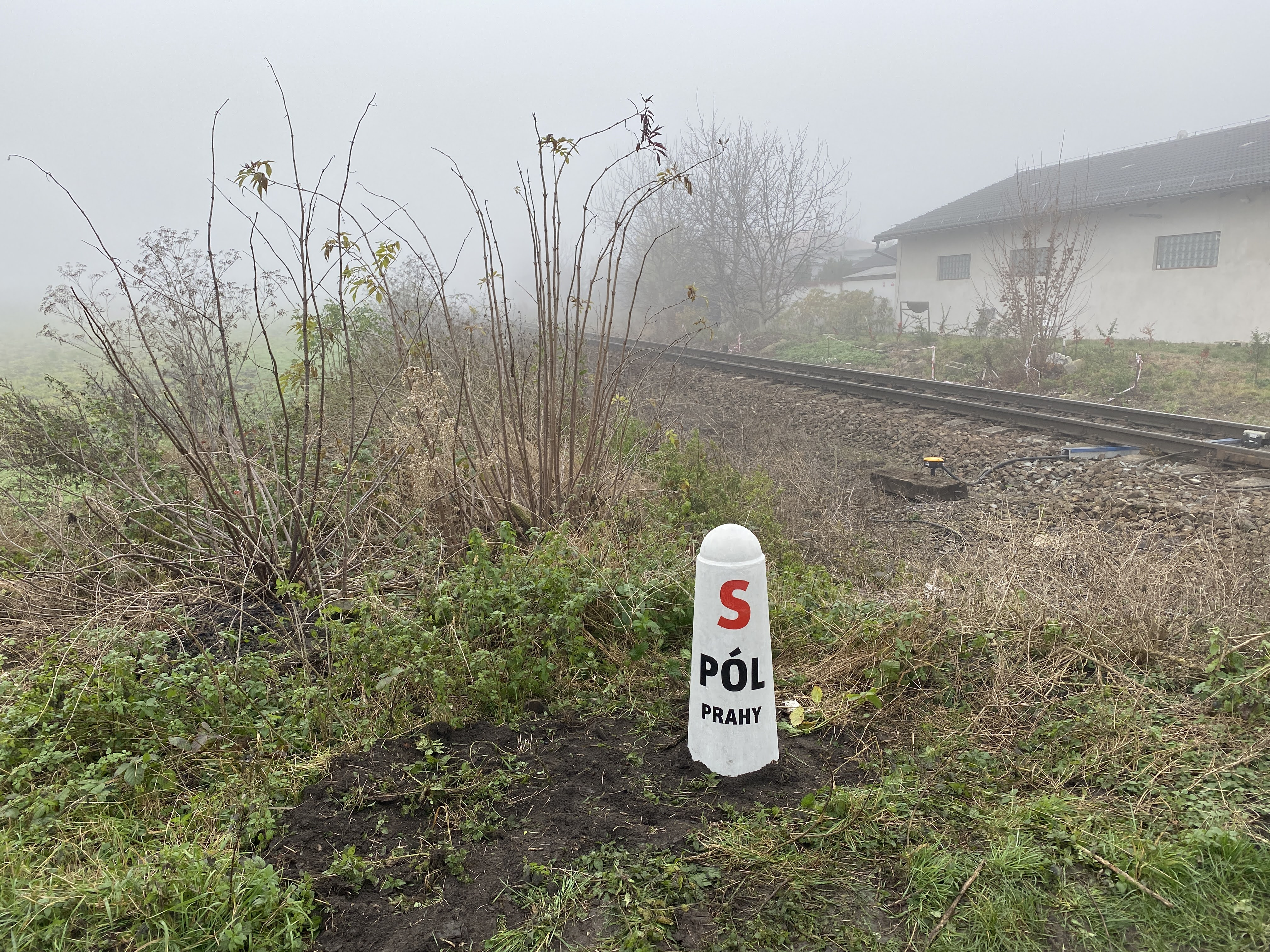
Místo označující severní pól Prahy

Označníky jsou betonové patníky s kuželovitým tvarem a půlkruhovým zakončením na konci. Mají hmotnost 180 kilogramů, póly značí červeno-černé popisky. IPR Praha akci propaguje na  webových stránkách Centra architektury a městského plánování.

## Severní
- 50°10′39″ s. š., 14°31′37″ v. d., poloha sloupku 50°10′39″ s. š., 14°31′37″ v. d.

Severní pól Prahy leží na hranici Třeboradic a Hovorčovic, na jihovýchodním okraji zástavby obce Hovorčovice ve Veleňské ulici u železničního přejezdu. Je veřejně přístupný. Symbolický betonový sloupek s popisem není umístěn přímo v bodě, ale kvůli ochrannému pásmu železnice na druhé straně kolejí.  

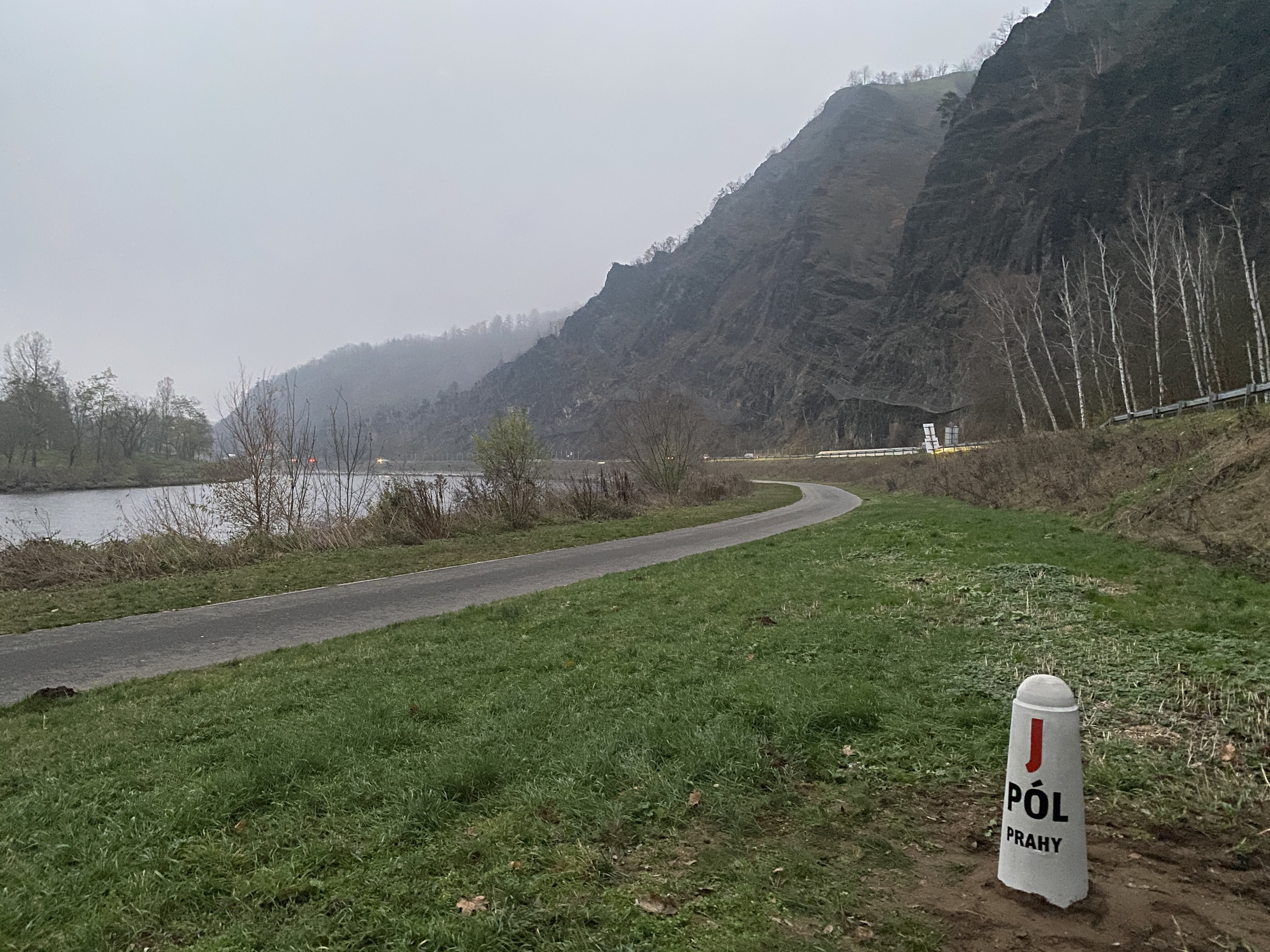
Místo označující jižní pól Prahy

## Jižní

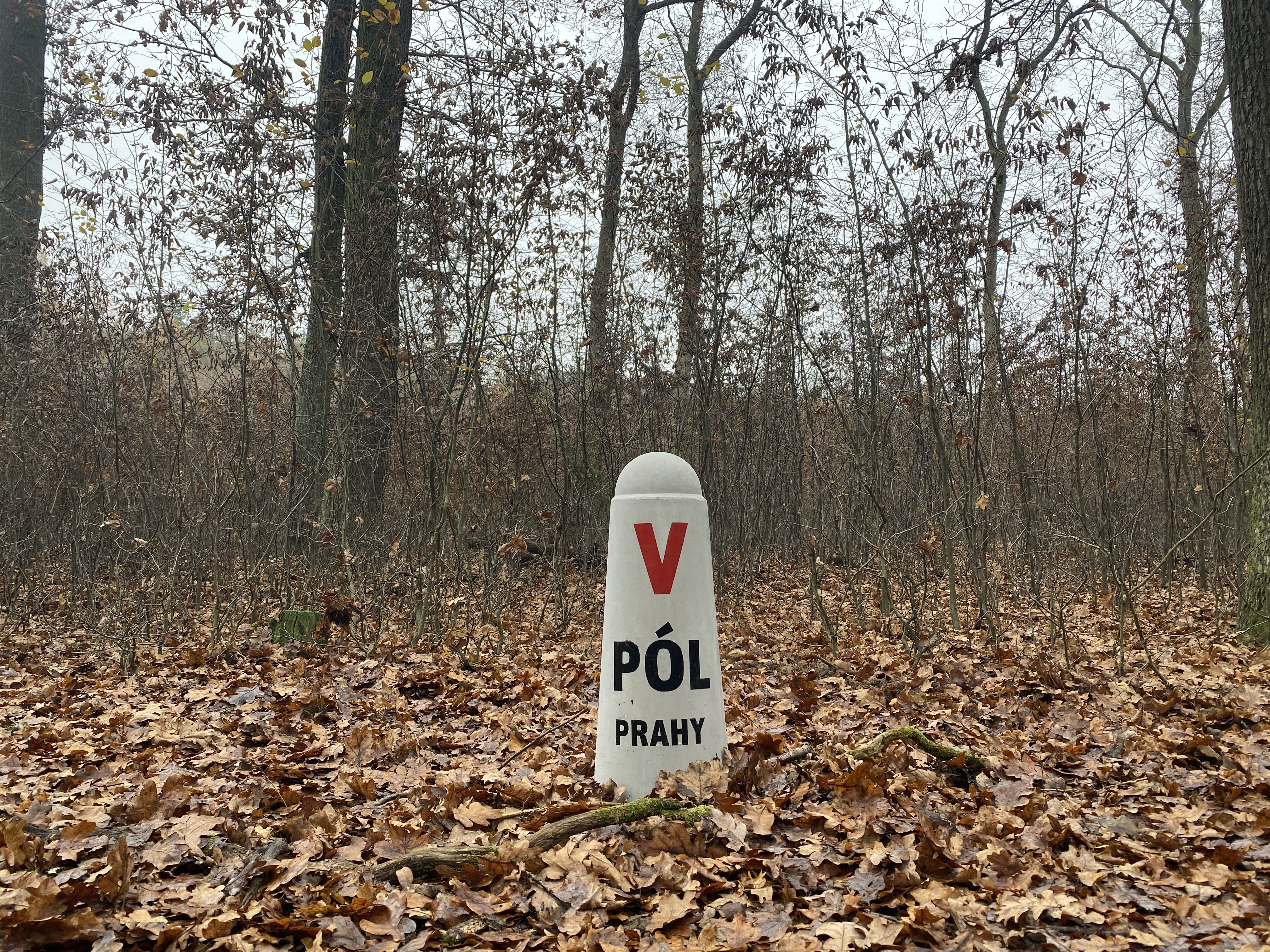
Východní pól Prahy

- 49°56′31″ s. š., 14°23′44″ v. d.,

Jižní pól Prahy leží na hranici Zbraslavi a Zvole cca 200 m od severovýchodního okraje zástavby obce Vrané nad Vltavou. Bod se nachází v říční nivě na pravém břehu Vltavy mezi cyklostezkou A2 a silnicí Vrané–Jarov. Je veřejně přístupný. Je označen betonovým sloupkem s popisem. Turisticky je nejatraktivnější ze všech pražských pólů.

## Východní

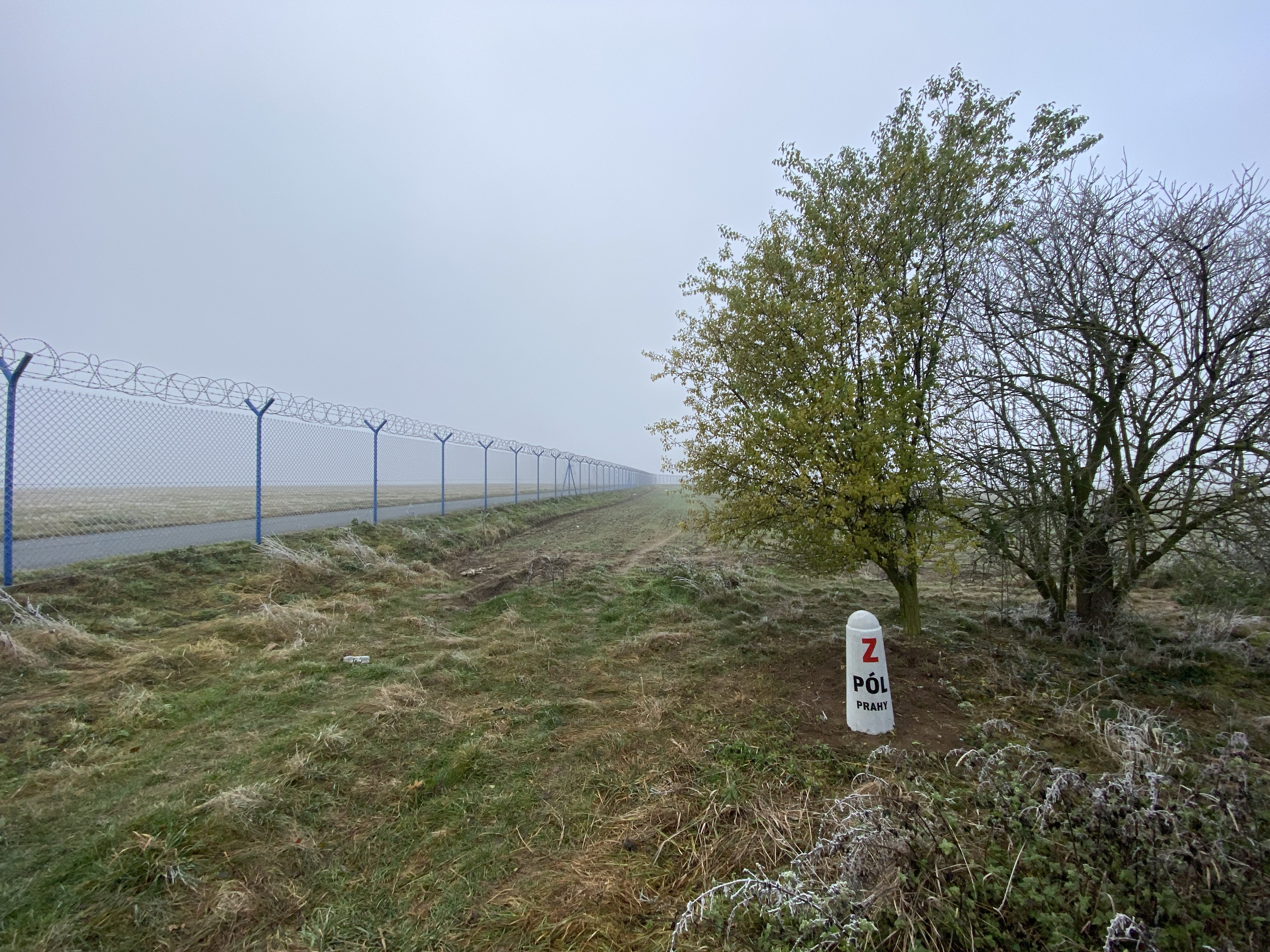
Západní pól Prahy leží kousek od plotu Letiště Václava Havla

- 50°5′13″ s. š., 14°42′24″ v. d.

Východní pól Prahy leží v Klánovickém lese na hranici Újezdu nad Lesy a Úval, cca 500 metrů na západ od okraje zástavby města Úvaly. Pól samotný se nachází v mlází, které je sice hůře přístupné, ale turistický provoz je tam nežádoucí, protože rušil černou zvěř; sloupek byl tedy přesunut blíže k lesní cestě. Symbolický sloupek se od roku 2021 nachází cca 10 m od lesní cesty se zelenou turistickou značkou v mlází, přístup k němu je velmi jednoduchý po již vyšlapané cestě přímo z hlavní cesty.

## Západní

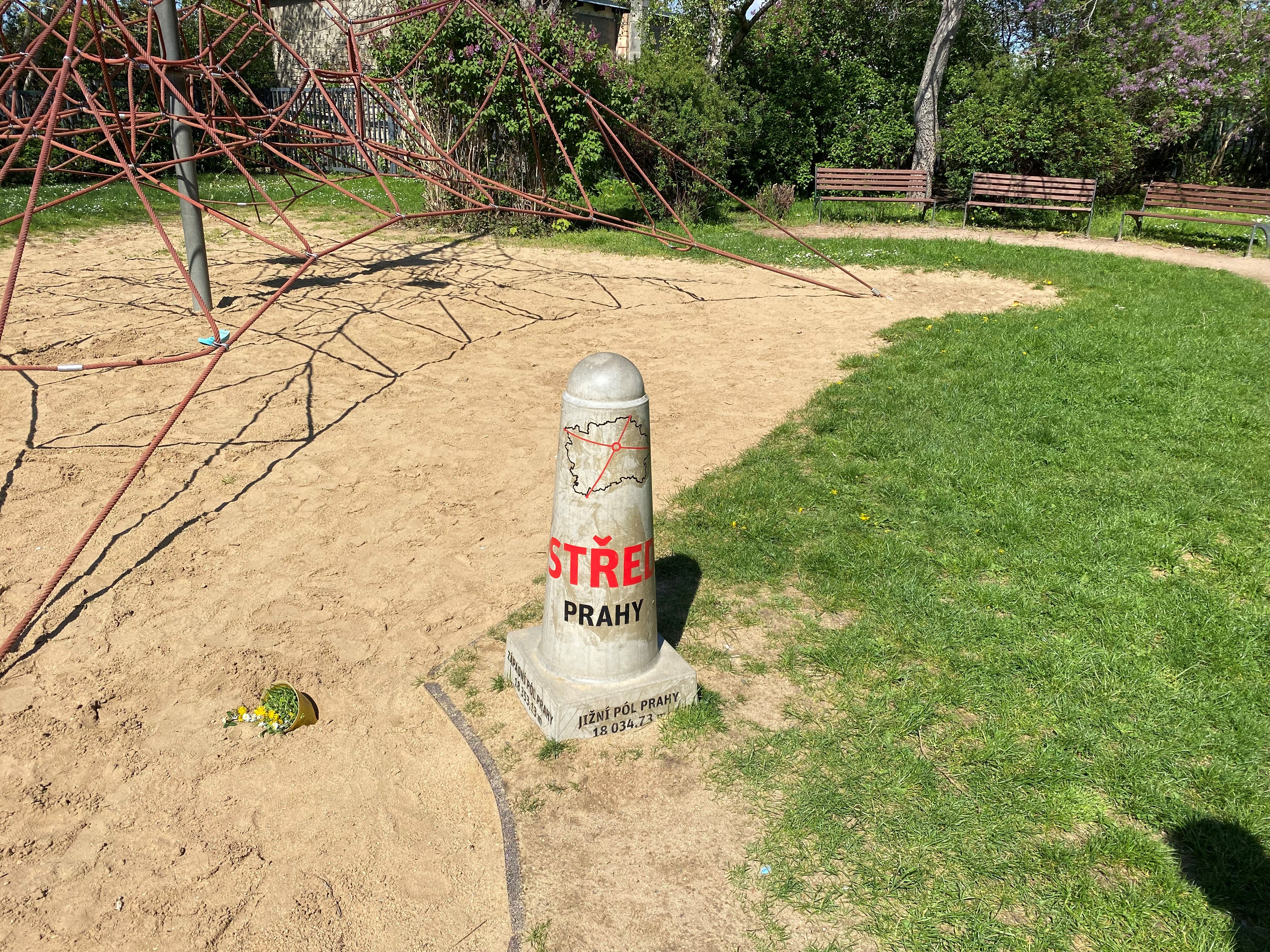
Střed Prahy

- 50°6′11″ s. š., 14°13′28″ v. d., poloha sloupku 50°6′14″ s. š., 14°13′31″ v. d..

Západní pól Prahy leží na hranici Dobrovíze a Ruzyně, cca 500 metrů jihovýchodně od zástavby obce Dobrovíz (od areálu Amazon), v přísně chráněném areálu letiště Václava Havla Praha, je tedy veřejnosti nepřístupný. Symbolický betonový sloupek s popisem je proto umístěn na konci přístupové polní cesty před areálem letiště, na veřejně přístupném místě cca 100 m od vlastního geodetického západního pólu.

## Střed Prahy
- 50°5′40″ s. š., 14°28′50″ v. d..

Střed Prahy leží na území městské části Praha 3 a byl osazen a slavnostně nasprejován dne 4. června 2021 za přítomnosti starosty MČ Praha 3 Jiřího Ptáčka, ředitele Institutu plánování a rozvoje Hlavního města Prahy Ondřeje Boháče a YouTubera Janka Rubeše. Betonový sloupek v designu shodném s Póly Prahy (pouze s mnohem hlubším založením z důvodu umístění na dětském hřišti) leží na průsečíku spojnice východního a západního pólu se spojnicí severního a jižního pólu. Nejedná se tak o geometrický střed Prahy, pouze o střed těchto spojnic.